# Jämjö
Jämjö är en tätort i Karlskrona kommun och kyrkbyn i Jämjö socken i Blekinge. Jämjö ligger vid E22 mellan Karlskrona och Kalmar. 

## Historik

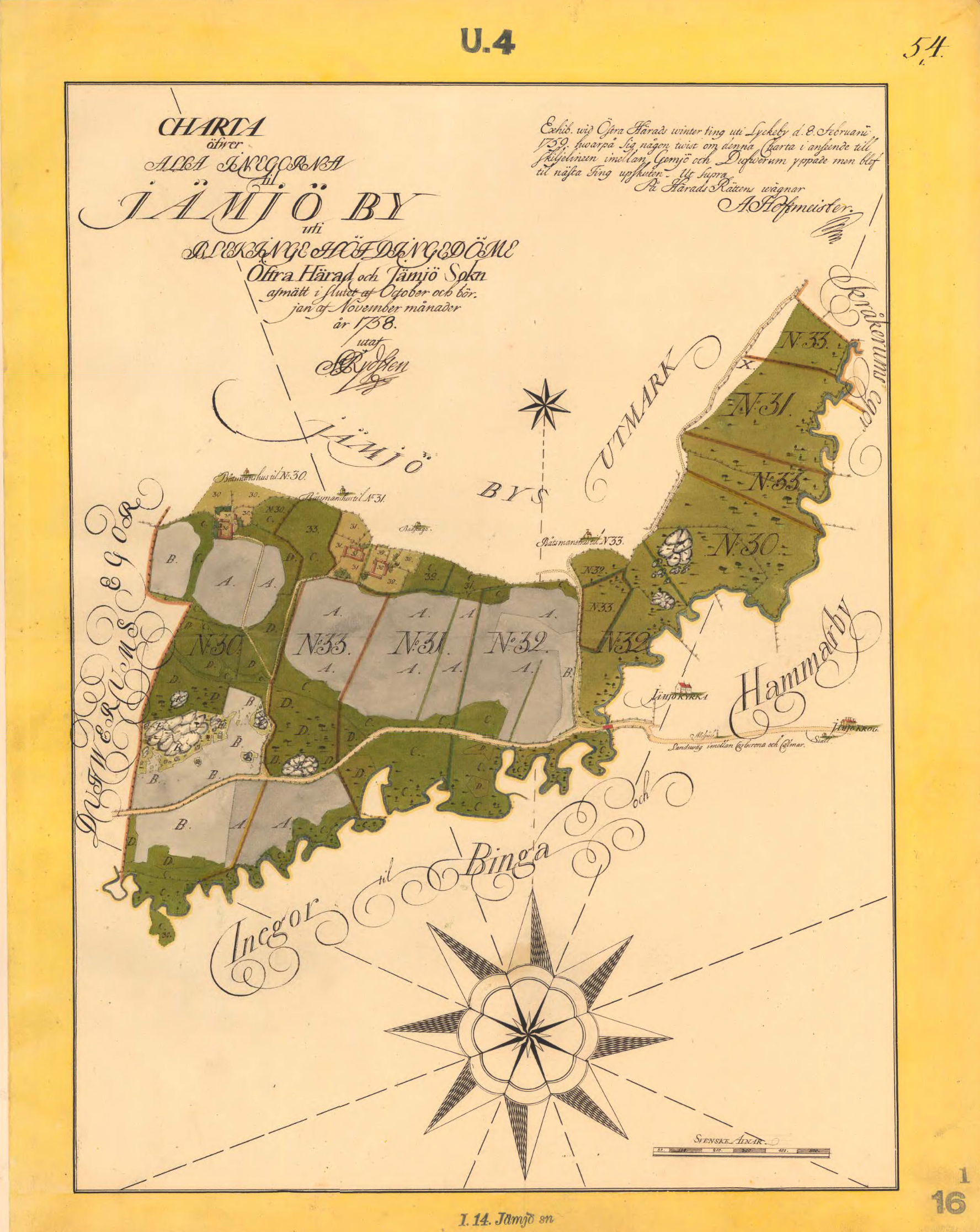
Jämjö 1758

Namnet skrevs 1569 Jemgöde. Namnet anses innehålla en term iæmgødhe, till adjektivet jämn och verbet göda ’förbättra’ Före 1901 skrevs namnet Jemjö.

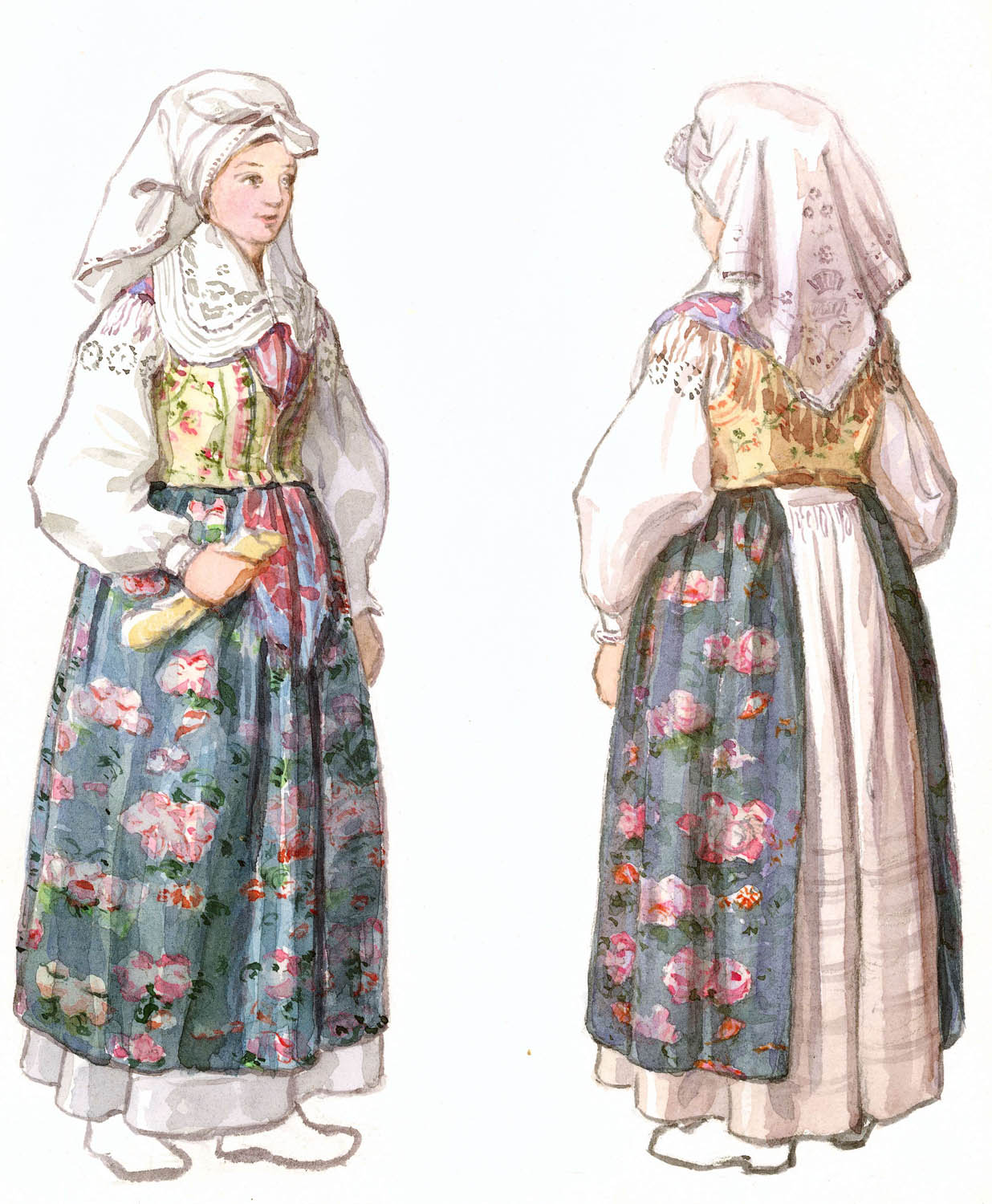
Kvinnodräkt från Jämjö socken.

Vid 1900-talets början var Jämjö en kyrkby med småskalig industri i form av stärkelsefabrik, mejeri och cementfabrik. Järnvägen som anlades 1899 hade stor betydelse för byns utveckling. Den gick mellan Karlskrona och Torsås med stopp i Jämjö. Det fanns även ett sidospår som ledde till cement- och stärkelsefabriken i byn. Järnvägen fanns kvar till 1965 då den lades ned. Järnvägsstationen som hade uppförts 1899 revs 1981.
Från och med 1950-talet expanderade Jämjö då kommunen fick en centraliserad förvaltning som ansvarade för den kommunala organisationen. Nytt äldreboende, högstadieskola, läkarmottagning och matvaruhandel uppfördes i centrum. Dessutom byggdes byns första hyreshus på 1950-talet då tre längor uppfördes på Östra Stationsvägen. Kommunen gick 1974 samman med Karlskrona kommun och blev därmed en av de större tätorterna i den nybildade kommunen.

### Befolkningsutveckling
| Befolkningsutvecklingen i Jämjö 1960–2020 | Befolkningsutvecklingen i Jämjö 1960–2020 | Befolkningsutvecklingen i Jämjö 1960–2020 | Befolkningsutvecklingen i Jämjö 1960–2020 | Befolkningsutvecklingen i Jämjö 1960–2020 |
| ----------------------------------------- | ----------------------------------------- | ----------------------------------------- | ----------------------------------------- | ----------------------------------------- |
|                                           |                                           |                                           |                                           |                                           |
| År                                        |                                           |                                           | Folkmängd                                 | Areal (ha)                                |
| 1960                                      | 1960                                      |                                           | 919                                       |                                           |
| 1965                                      | 1965                                      |                                           | 1 377                                     |                                           |
| 1970                                      | 1970                                      |                                           | 2 002                                     |                                           |
| 1975                                      | 1975                                      |                                           | 2 430                                     |                                           |
| 1980                                      | 1980                                      |                                           | 2 818                                     |                                           |
| 1990                                      | 1990                                      |                                           | 2 812                                     | 251                                       |
| 1995                                      | 1995                                      |                                           | 2 745                                     | 253                                       |
| 2000                                      | 2000                                      |                                           | 2 653                                     | 253                                       |
| 2005                                      | 2005                                      |                                           | 2 596                                     | 253                                       |
| 2010                                      | 2010                                      |                                           | 2 578                                     | 252                                       |
| 2015                                      | 2015                                      |                                           | 2 629                                     | 298                                       |
| 2020                                      | 2020                                      |                                           | 2 675                                     | 317                                       |
|                                           |                                           |                                           |                                           |                                           |

## Samhället
I orten finns ett kyrktorn som syns från vägen. Jämjö kyrka och centrum med dagligvaruhandel och gym. Där finns även en skola vid namn Jändelskolan, som fått sitt namn efter författaren och poeten Ragnar Jändel som föddes 1895 i Jämjö socken.

## Idrott
I Jämjö finns orienteringsklubben OK Orion, fotbollsklubben Jämjö GOIF och handbollsklubben HK Eklöven. HK Eklöven bildades 1980 och har som bäst haft ett damlag i division 1 på 1980-talet, och som nådde en kvartsfinal i Svenska Cupen. 

## Dialektala uttryck
Jämjö har liknande dialektala uttryck som omgivande byar i östra Blekinge. Värt att notera är att man kan säga att man bor pa Jemjö istället för i Jämjö. Uttrycket sägs härstamma från tid då byn benämndes Jämjöslätt och då prepositionen på används snarare än i. Uttrycket på finns belagt redan i födelseboken för Jämjö 1743 den 20 november (25 post trinit), då Hr Bokhållare Wahlbeck på Jemjö är fadder vid ett dop. Enligt Jämjö CI: 3 1741-1770 bild 14 sidan 8.